# 高家鎮遺址
高家鎮遺址位於重慶市丰都县高家鎮桂花村，部分屬三峽工程淹沒區，文物遺址年代為舊石器時代，2000年9月7日列為第一批重慶市文物保護單位。2001年6月25日公佈為第五批全國重點文物保護單位。